# Ivan Đorić
Ivan Đorić (in serbo Иван Ђорић?; Niš, 7 luglio 1995) è un calciatore serbo, centrocampista del Rudeš.

## Carriera
Ha giocato nella massima serie dei campionati lettone, serbo, montenegrino, maltese e bosniaco.